# Nagyhajmás
Nagyhajmás is een plaats (község) en gemeente in het Hongaarse comitaat Baranya. Nagyhajmás telt 423 inwoners (2001).

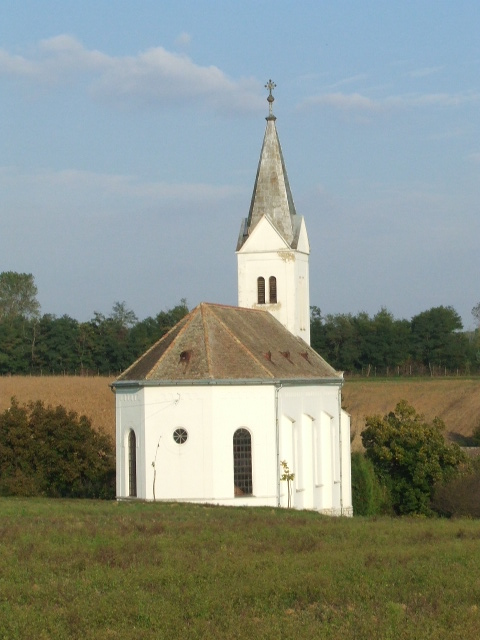
Lutherse kerk
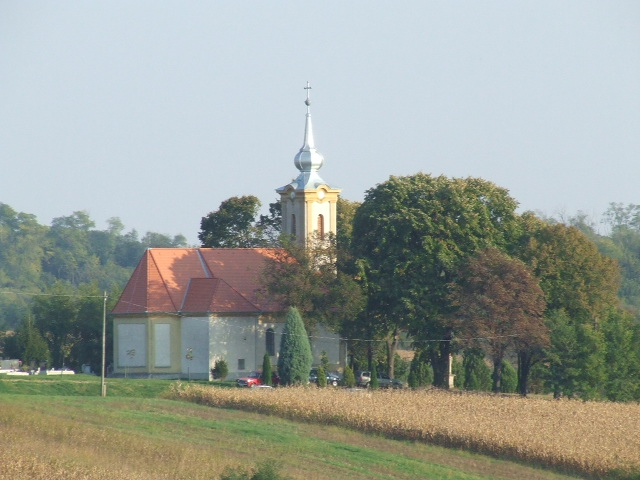
Rooms-katholieke kerk